# Сейго Ямадзава
Сейго Ямазава е японски офицер, генерал-лейтенант, самурай и барон. Участник в Руско-турската война (1877 – 1878).

## Биография
Сейго Ямазава е роден на 12 януари 1846 г. в днешната префектура Кагошима. Най-голям син е на Ямазава Джудайю (山沢十太夫), който е самурай от провинция Сатсума. Посвещава се на военното поприще. Включва се в Императорската армия. Има псевдонимите Тетсуношин (鉄之進) и Мориюки или Моричи (盛致).
Участва във войната Бошин (конфликт между фракции на страната на императора и шогуна), като е командир на 5-и взвод от 1-ви батальон (1869). През същата година вече е в столицата качеството си на Гошинпей (御親兵 – буквално „почетен императорски защитник/пазител“). Повишен във военно звание капитан (1871). Уволнява се от военна служба и отпътува за САЩ за да прави проучвания в областта на животновъдството (1872). Завръща се в Япония и е повишен във военно звание подполковник през октомври 1874 г. Работи в министерството на войната. Изпратен е във Франция в качеството си на надзорник на учащите във военното училище.
Сейго Ямазава участва в Руско-турската война (1877 – 1878) като представител на Японския император в Действуващата Руска армия на Балканския полуостров и военен кореспондент. По свое желание е назначен за командир на взвод в руска военна част от състава на Западния отряд. Проявява се при третата атака на Плевен. Награден е с орден „Свети Владимир“ IV ст. с мечове и бант и с румънски отличия.
Завръща се в Япония и е повишен във военно звание полковник (1880). Командир на 3-ти пехотен полк, 1-ви пехотен полк и 1-ви императорски гвардейски пехотен полк. Повишен е във военно звание генерал-майор от май 1885 г. Командир на 3-та пехотна бригада и 10-а пехотна бригада. Повишен е във военно звание генерал-лейтенант от 1895 г.
Участва в първата Китайско-японска война (1894 – 1895) като командир на 5-а пехотна дивизия (за защита на главните острови) и на 4-та пехотна дивизия. За участието си в потушаването на Сатсумското въстание и Първата китайско-японско война е награден с титлата барон (1895).

## Отличия
- „Орден на изгряващото слънце“ (Япония);
- Орден „Свети Владимир“ IV степен с мечове и бант (Русия);
- Медал „В памет за Руско-турска война 1877 – 1878 г.г.“ (Русия);
- Медал „Дунавски кръст“ (Румъния).